# Sunna (Angelsaksisk høvding)
Sunna var en angelsaksisk høvding, hvis folk var spredt over den østlige del af Berkshire i det sydlige England. 
Flere engelske stednavne stammer fra hans navn, deriblandt Sonning (som historisk set staves "Sunning"), Sonning Eye, Sunbury, Sunningdale, Sunninghill og Sunningwell, flere af disse ligger tæt på Themsen